# Dave Maguire
Dave Maguire (* 8. September 1927 in Ottawa, Ontario) ist ein ehemaliger kanadischer Eishockeyspieler und -trainer.

## Karriere
Maguire begann seine Karriere im Jahr 1940 am St. Patricks College, wo er bis 1945 aktiv war. Anschließend wechselte er für die Saison 1946/47 zu den Baltimore Clippers in die Eastern Hockey League. Deren Team führte er dabei als Mannschaftskapitän aufs Eis. Es folgte zur Spielzeit 1948/49 ein Engagement bei den Washington Lions mit Spielbetrieb in der American Hockey League, in derselben Saison stand er außerdem für die St. Louis Players auf dem Eis. Im Anschluss entschied sich Maguire Nordamerika zu verlassen und schloss sich dem britischen Verein Wembley Lions an.
Für diese lief er bis 1953 aufs Eis; anschließend war der Kanadier mit der Trikotnummer zehn von 1953 bis 1955 als Spielertrainer beim Zürcher SC, mit dem er in der höchsten Schweizer Spielklasse – der Nationalliga A – spielte, aktiv. Er war es auch, der Elwin Friedrich als erstem Schweizer den Schlagschuss beibrachte. Dieser war bislang in der Schweiz unbekannt. Seine aktive Karriere ließ er von 1956 bis 1957 bei den Brighton Tigers ausklingen.
Nach seinem Karriereende als aktiver Spieler fungierte Maguire von 1964 bis 1968 als Cheftrainer beim Zürcher SC.